# Hiroaki Narumi
Hiroaki Narumi (1950 ?) è un astronomo giapponese.
Hiroaki Narumi è un astrofilo giapponese che risiede a Uchiko, Prefettura di Ehime (isola di Shikoku), attualmente è un pensionato.
Narumi è membro della JASA (Japan Astronomical Study Association) e della VSOLJ (Variable Star Observers League in Japan) con la sigla Num.

## Osservazioni
Narumi ha osservato stelle variabili per oltre 40 anni a partire dal 1975, raggiungendo alla fine del 2012 le 350.038 stime di luminosità.
Tra le osservazioni più notevoli effettuate da Narumi ci sono la scoperta dell'esplosione del 1979 di U Scorpii e del 2006 di RS Ophiuchi, ambedue nove ricorrenti.